# Кокосовий рис
Кокосовий рис — страва, приготовлена шляхом замочування білого рису в кокосовому молоці або приготування його з кокосовою стружкою. Оскільки і кокос, і рис зазвичай ростуть у тропічному кліматі по всьому світу, страва «кокосовий рис» зустрічається в багатьох культурах, простягаючись через екватор від Індійського субконтиненту, Південно-Східної Азії, Південної Америки, Центральної Америки, Східної Африки та Карибського басейну.

## Південно-Східна Азія

### М'янма
У кухні М'янми тхамін (як називають там рис), приготовлений на кокосовому молоці, часто-густо вживається в їжу навіть замість звичайного білого рису.. Зазвичай рис готують на кокосовому молоці, додаючи до страви смажену цибулю та сіль для пікантнішого аромату.

### Індонезія

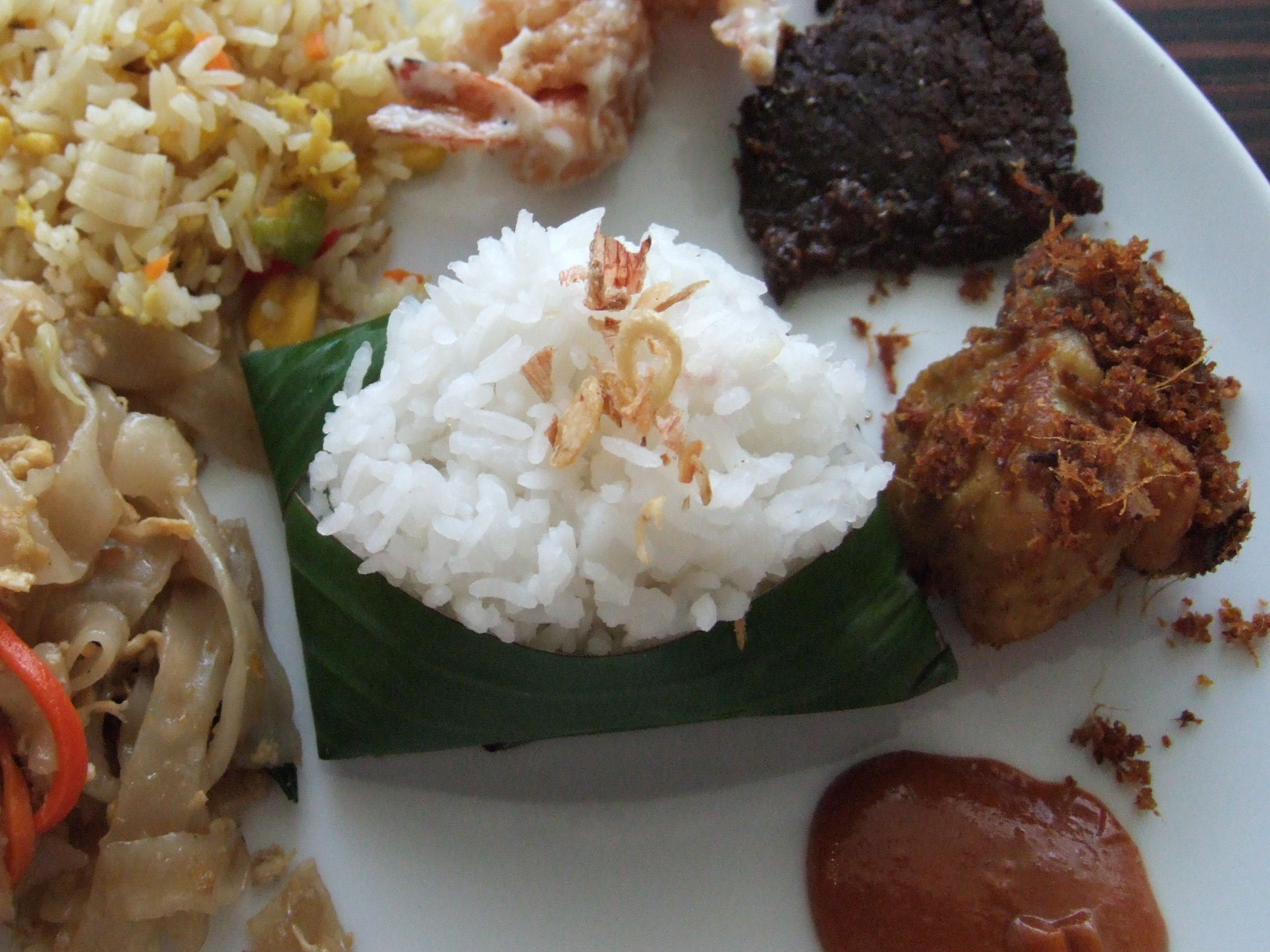
Назі удук, кокосовий рис у Джакарті

Кокосовий рис досить поширений в Індонезії, і кожен регіон країни має власну «версію» цієї страви. Традиційно його готують з білого рису, кокосового молока, імбиру, насіння гуньби, лимонника і листя пандану. Іноді використовують індонезійський жовтий рис з додаванням куркуми в якості барвника і ароматизатора. Також подібним рецептом, особливо популярним в Паданській кухні, є рисові галушки.

### Малайзія

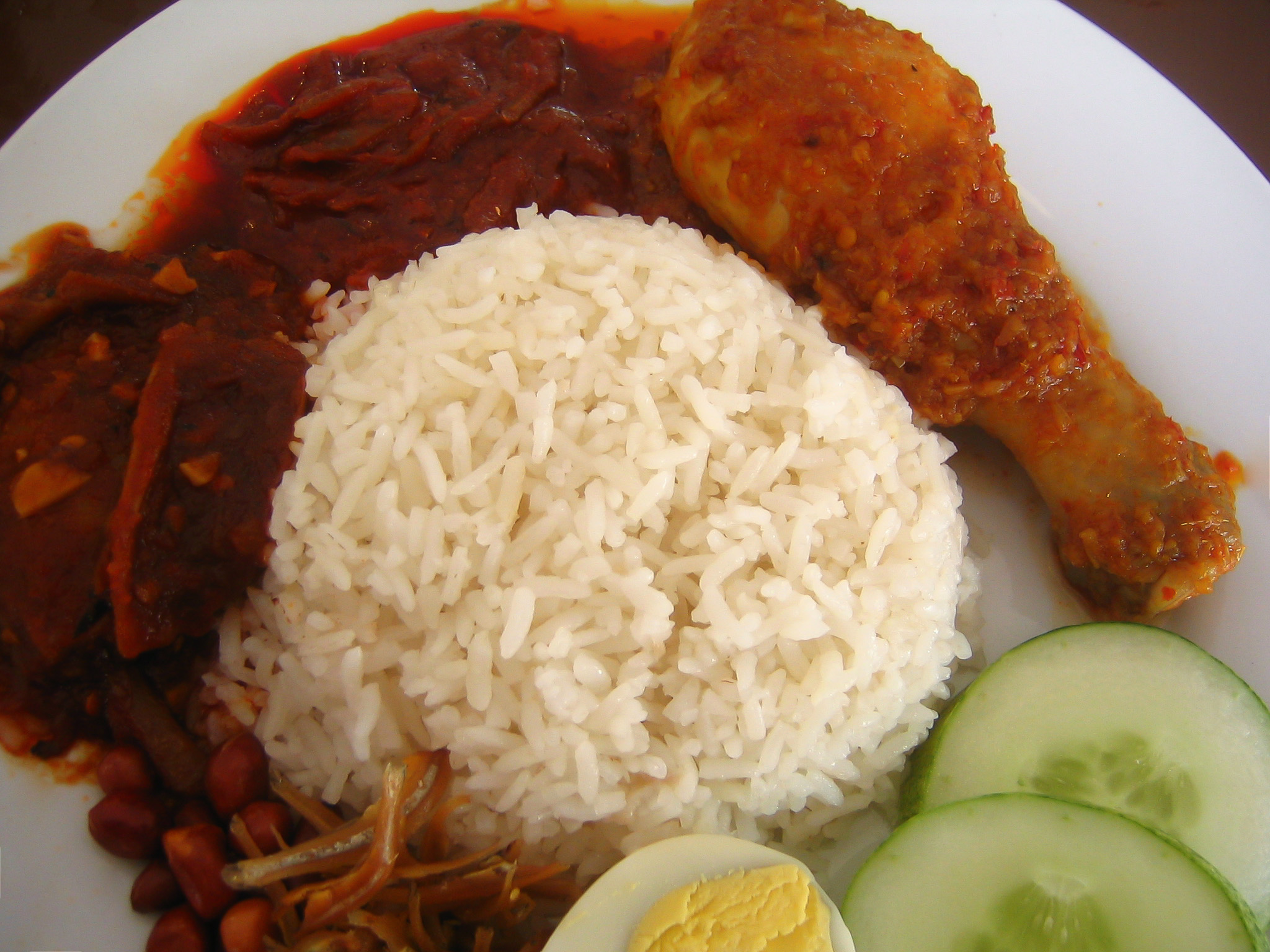
Насі лемак, малайзійський кокосовий рис

Насі лемак (кокосове молоко та листя пандану) — у перекладі «жирний рис» — один із найпопулярніших рецептів кокосового рису в Малайзії. Така версія страви вважається національною стравою країни.

### Таїланд

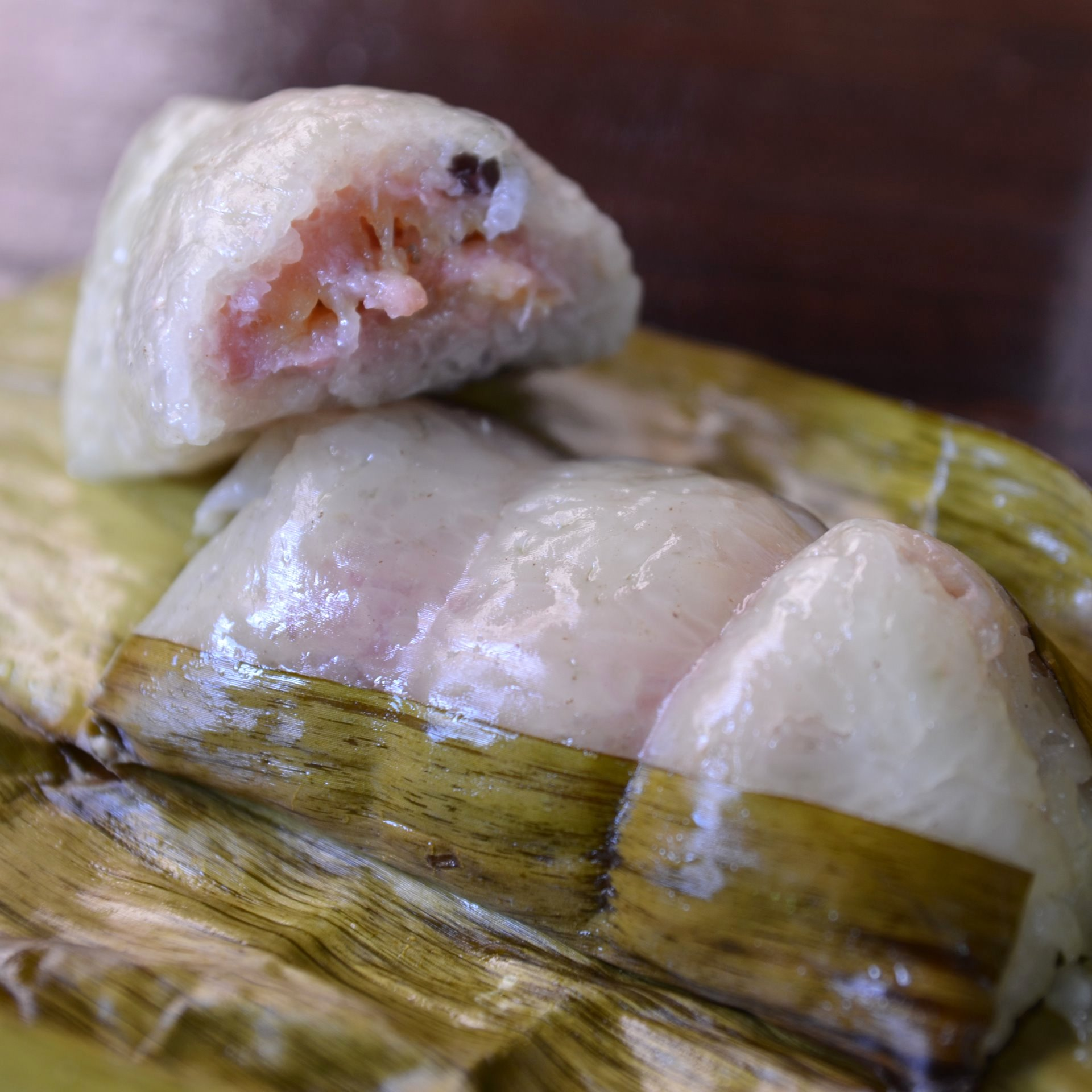
Кокосовий рис у Таїланді

У тайській кухні солодкий кокосовий рис особливо популярний як десерт. Він зроблений з клейкого рису, кокосового молока, цукру, солі та води. Часто страва подається зі скибочками стиглого манго і ложкою кокосового крему зверху (залежно від сезону манго може замінятися іншими солодкими фруктами). Також популярністю користується десерт під назвою "Кхао том мат", в якому солодкий банан на парі готується всередині клейкого рису, загорнутого в бананове листя. Ще одна страва, «Кхао лам», в якій суміш рису та кокосового молока пропарюється усередині бамбука. Також трапляються варіанти цього десерту з великою кількістю цукру; у таких випадках він виходить рожевого чи зеленого кольору.

## Індійський субконтинент

### Індія
В Індії кокосовий рис особливо відомий в південних регіонах країни. Традиційно рис басматі готується з кокосовим молоком, яке надає страві м'якого кокосового смаку, і подається з карі. Один із способів приготування цієї страви - приготувати окремо рис, потім змішати його з сумішшю, що складається з горіхів, приправи карі, кокосових пластівців (або кокосової стружки), підсмажених на кунжутовій олії та приправлених паприкою. Також до смаку додаються інші спеції.

### Шрі-Ланка
У Шрі-Ланці кокосовий рис часто називають "молочним рисом", або "кірибатом". Він широко поширений по всій країні, особливо часто подається в особливих випадках, наприклад, щоб відзначити свята. Традиційно до нього додається lunu miris — пряний цибульний самбал, приготовлений з червоним перцем чилі, помідорами, лаймом та сіллю.

## Латинська Америка

### Колумбія та Панама

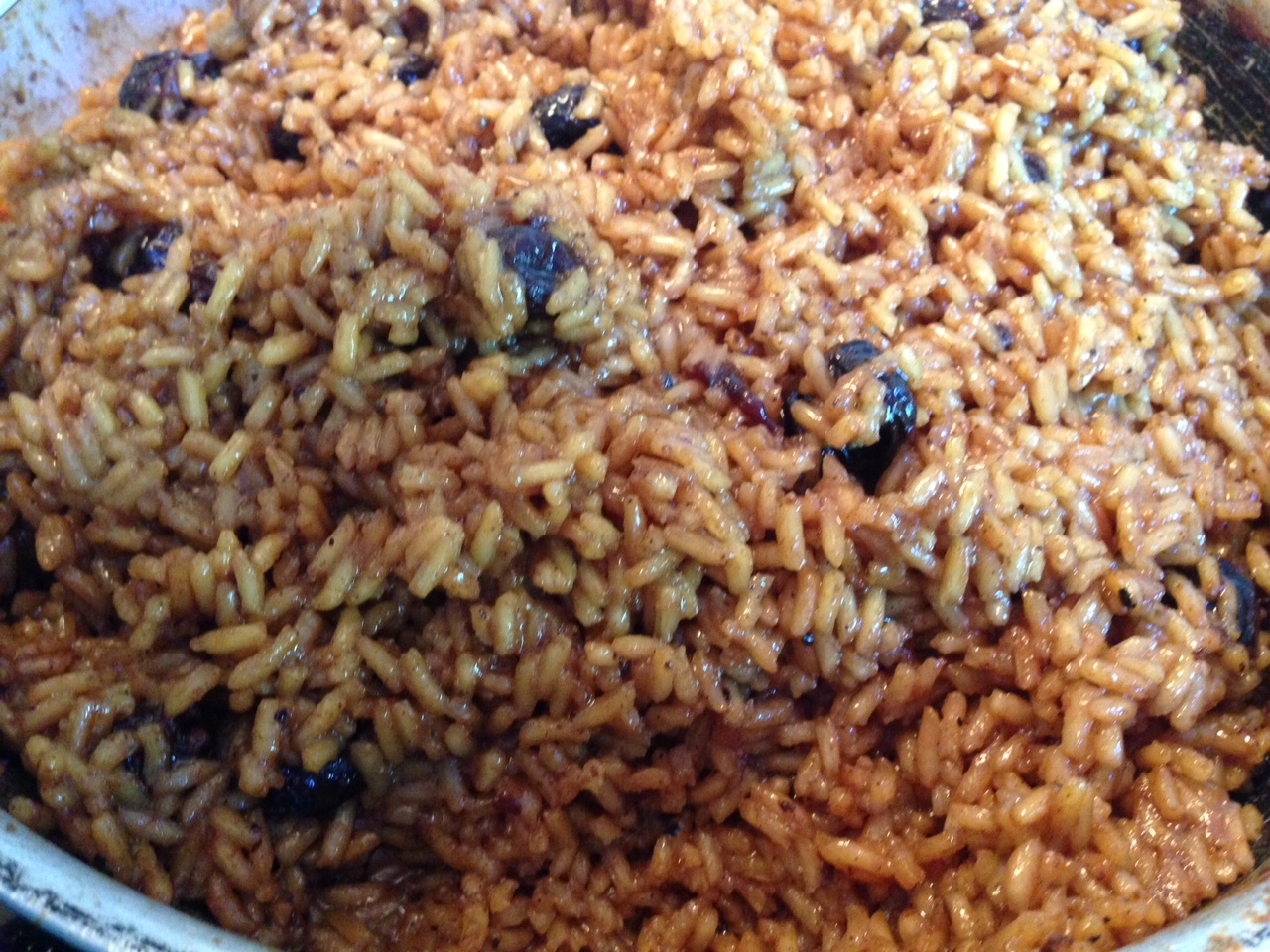
Варіант страви в Колумбії

На карибському узбережжі Колумбії та Панами страва називається «arroz con coco» і вважається типовим гарніром до риби. Його готують з білого рису на основі кокосового молока, змішуючи з кокосовою м'якоттю, сіллю, цукром та родзинками.

### Гондурас
На карибському узбережжі Гондурасу рис традиційно готують з кокосовою олією, кокосовим молоком, часником, цибулею та червоною або чорною квасолею, називаючи цю ситну страву просто «рис з квасолею». Страва особливо популярна серед гондурасців африканського походження (гарифуна), але згодом воно стало традиційною їжею для всіх гондурасців.

### Пуерто-Рико
У Пуерто-Рико кокосовий рис зазвичай подають з рибою і солодкими бананами. Рис обсмажують з кокосовою олією та сіллю, потім додають кокосове молоко часник, цибулю, кінзу, родзинки і кумкват. У процесі приготування суміш накривають банановим листям.
Ще однією популярною стравою з рису є так званий arroz con dulce» (кокосово-рисовий пудинг) - десерт, приготований з молока, кокосового молока, кокосових вершків, родзинок, ванілі, ромц, цукру, імбиру та інших спецій. Пуерториканський рисовий пудинг також популярний у Колумбії, на Кубі та у Венесуелі.

## Африка

### Нігерія
У Нігерії кокосовий рис готується шляхом варіння рису в соці подрібненої м'якоті кокосу. М'якуш замочують у гарячій воді, а потім прибирають тверді частинки, щоб залишити кокосове «молоко». Його можна додавати в основу томатів або самостійно готувати з рисом.